# Americoliberians
Els americoliberians són una ètnia de Libèria (Àfrica) formada pels descendents dels colons d'origen afroamericà que van fundar la colònia per alliberar-se del seu passat lligat a l'esclavitud. Actualment són uns 150.000 o 200.000, viuen concentrats sobretot a Monròvia i altres poblacions de la costa, o bé emigrats als Estats Units d'Amèrica, són cristians i parlen anglès i una llengua criolla.

## Història

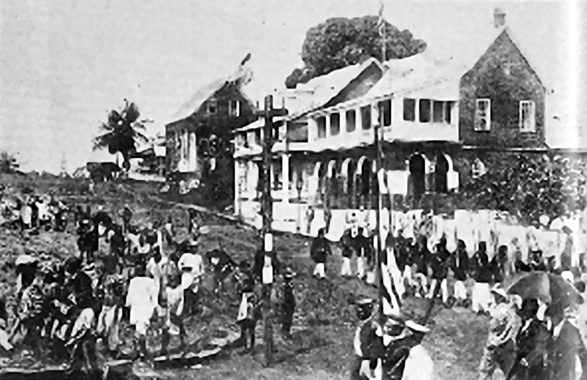
Monròvia en el.

Els americoliberians són descendents d'uns 13.000 antics esclaus alliberats als Estats Units d'Amèrica i també a les Antilles i a la mateixa Àfrica, que es van establir a la Costa del Pebre entre 1817 i 1867 sota els auspicis de la Societat Americana de Colonització i guiats pel lema "L'amor a la llibertat ens va portar fins aquí". Aquests colons, que fugien de l'esclavitud i de la discriminació racial que patien als Estats Units, van fundar una colònia afroamericana a l'Àfrica Occidental, Monròvia, ara capital de Libèria. Altres grups d'antics esclaus alliberats van fer el mateix a les que després serien Costa d'Ivori i Sierra Leone. Els de Sierra Leone s'anomenen creoles o krio, i són descendents principalment d'antics esclaus alliberats al Canadà, les Antilles i el Regne Unit. Més tard, es van integrar al grup un contingent de 5.000 nadius africans anomenats congos pel fet que descendien d'esclaus de la Conca del Congo que mai no havien estat deportats al continent americà, i un altre de 346 immigrants de les illes Barbados. Ni els americoliberians ni els krio no solen aparellar-se amb persones natives d'Àfrica. Libèria fou la primera colònia africana en assolir la independència, el 1847, i durant els primers anys del nou estat, fins i tot, el dret de vot era reconegut només als ciutadans d'origen afroamericà, mentre que els nadius africans eren tractats d'una manera semblant als indis americans, i hom considerava que havien de ser assimilats a la civilització dels americoliberians dominants.
Els colons practicaven la seva fe cristiana, sovint combinada amb creences religioses tradicionals africanes, parlaven en el dialecte anglès afroamericà, i molt pocs s'aventuraven a anar per a res cap a l'interior del país, ni gosaven barrejar-se en cap sentit amb les tribus locals. La societat americoliberiana, la seva cultura i la seva organització política romanien fortament influenciades per les dels Estats Units d'Amèrica, en especial per les del Sud dels Estats Units. Actualment, la població americoliberiana és d'uns 150.000 individus, però se li atribueix a aquesta petita minoria tot el mèrit del progrés econòmic de Libèria, i en aquest sentit hi destaca especialment el president William Tubman, que va treballar amb èxit per atraure inversions estrangeres i que va intentar (potser debades) construir ponts econòmics, socials i polítics entre els descendents dels colons i els habitants nadius de l'interior.
Tot i que no són més del 5% de la població total del país, els americoliberians van dominar la política nacional liberiana des de la fundació de Libèria el 1847 fins al cop d'estat de Samuel Doe el 1980 en què va morir el president William Tolbert i el poder fou assumit per militars pertanyents a la majoria indígena. Tot i que, teòricament, la República de Libèria havia estat instituïda com un règim democràtic, durant més de cent anys, des del 1877 fins al cop d'estat de 1980, hi ha hagut de fet un règim de partit únic, el True Whig Party, controlat pels americoliberians. Aleshores, durant la dècada de 1980, una bona part de les famílies més poderoses de la minoria americoliberiana va emigrar cap als Estats Units.
Al llarg de tota la seva història, la política a Libèria ha estat marcada per un cert racisme del americoliberians envers els liberians nadius, però també entre els primers per les diferències en el color de la pell, de manera que sempre s'han considerat d'alguna manera superiors els individus de pell més clara sobre els que la tenen més fosca. Aquesta tendència només ha trobat alguna oposició en la influent maçoneria liberiana, contrària a les discriminacions racials.

## El llegat dels americoliberians a Libèria

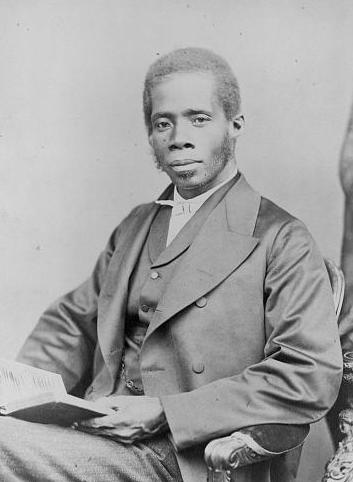
Edward Wilmot Blyden, pare del panafricanisme, partidari de la islamització d'Àfrica i defensor del sionisme.

Els americoliberians han mantingut viva la influència nord-americana en aquell racó d'Àfrica fins a l'actualitat. Libèria, que vol dir "terra de llibertat", ha estat i encara és avui un reflex dels Estats Units d'Amèrica a l'Àfrica occidental. La bandera de Libèria, el seu sistema polític i la seva Constitució recorden molt els de la metròpoli. Les antigues mansions de les famílies americoliberianes més influents que encara es conserven recorden molt els palauets que presidien les plantacions esclavistes del Sud dels Estats Units, on havien servit els seus avantpassats com a esclaus. Molts nadius liberians encara avui tenen un parlar amb alguns trets de l'anglès afroamericà. Els emigrants liberians als Estats Units són acollits per la comunitat afroamericana molt millor que els de qualsevol altre país africà.
Tot i la fugida dels americoliberians cap a Amèrica, els liberians segueixen mirant cap a Occident per demanar ajut. El 2007, el magnat afroamericà Robert L. Johnson va demanar que "els afroamericans recolzin Libèria igual que els jueus americans recolzen Israel". De fet, el país que més suport dona actualment a Libèria és els Estats Units d'Amèrica. Des del final de la guerra civil liberiana, el 2003, aquest ajut a la reconstrucció del país es suma al manteniment d'una missió de pacificació de l'ONU (UNMIL). El 2007 Condoleezza Rice va anunciar que els Estats Units cancel·larien tot el deute extern de Libèria. Fins i tot el president Bush va visitar Libèria el febrer del 2008, en la que fou la quarta trobada amb el seu homòleg liberià en només dos anys.
Tanmateix, des del procés democratitzador a Libèria, ja no és tant popular ser americoliberià. Per exemple, la presidenta Ellen Johnson Sirleaf, Premi Nobel de la Pau de 2011, i la primera dona que ha assolit la Presidència d'un país africà, tot i ser americoliberiana, havia volgut fer creure que tots els seus avis eren indígenes, però recentment ha hagut d'admetre que la seva família paterna té ascendència alemanya.

### Llista dels presidents de Libèria afroamericans (nascuts al continent americà)
- Joseph Jenkins Roberts, que fou el primer i després setè president
- Stephen Allen Benson, el segon
- Daniel Bashiel Warner, el tercer
- James Spriggs-Payne, el quart i també el vuitè
- Edward James Roye, el cinquè
- James Skivring Smith, el sisè
- Anthony W. Gardiner, el novè
- Alfred F. Russell, el desè

- William D. Coleman, el tretzè president
- Garretson W. Gibson, el catorzè i últim dels nascuts a Amèrica